# Maurice Renard
Maurice Renard (n. 28 februarie 1875, Châlons-en-Champagne - d. 18 noiembrie 1939, Rochefort) a fost un scriitor francez.

## Biografie
S-a născut într-o familie de magistrați. A fost cel mai tânăr dintre cei trei copii și a fost cel mai iubit de părinții săi. Cărțile sale preferate au fost lucrările lui Charles Dickens și Edgar Allan Poe. 
În 1905 a publicat prima colecție de povestiri scurte Fantome și marionete sub pseudonimul Vincent Saint-Vincent. 

## Lucrări

### Romane
- Le Docteur Lerne, sous-dieu (1908)
- Le Péril bleu (1912)
- Les Mains d'Orlac (1920)
- Le Singe, coécrit avec Albert-Jean (1925). Acest roman îl prezintă pe scriitorul J.-H. Rosny aîné[7]
- ? Lui ? (1927)
- Notre-Dame Royale. Tableau du sacre de Louis XVI à Reims (1927), prix Thérouanne de l'Académie française în 1928.
- Un homme chez les microbes (1928)
- Le Carnaval du mystère (1929)
- La Jeune Fille du yacht (1930) ilustrații de Auguste Leroux
- Le Maître de la lumière (foileton, 1933, publicat postum în 1947)
- Le Bracelet d'émeraudes (foileton, 1933)
- Colbert (foileton, 1934)
- Le Mystère du masque (1935)
- Le Violon de la reine (foileton, 1935)
- Les Mousquetaires des Halles (1936)
- Fleur dans la tourmente (foileton, 1936)
- Le Signe du cœur (foileton, 1937)
- Les Trois Coups du destin (foileton, 1938)
- La Redingote grise (foileton, 1939)
- La Prison d'argile (1942)

### Ficțiune scurtă
- Le Voyage immobile (1909)
- L'Homme truqué (1921)
- L’Homme qui voulait être invisible (1923)
- Le Professeur Krantz, 1932
- La Cantatrice, 1953
- Le Brouillard du 26 octobre, 1954
- La Gloire du Comacchio 1955
- L'Homme au corps subtil, 1959
- La Rumeur dans la montagne, 1961
- Le Lapidaire, 1964
- Suzannah, 2015

### Colecții
- Fantômes et Fantoches,  sub pseudonimul lui Vincent Saint Vincent (1905) - colecție de 7 povestiri
- Monsieur d'Outremort et autres histoires singulières (1913) - colecție de povestiri
- L'Homme truqué, suivi de Château hanté et de La Rumeur dans la montagne (1921) de éditions G. Crès
- L'Invitation à la peur (1926)
- Celui qui n'a pas tué (1932)
- Papillon de la mort, 1985. Această colecție de povestiri publicată postum include povestiri publicate în reviste. Conține următoarele povestiri:
  - L'Écharpe gris souris (1929)
  - Cambriole (1929)
  - Elle (1929)
  - L'Étrange Souvenir de M. Liserot (1929)
  - À l'eau de rose (1929)
  - Le Papillon de la mort (1929)
  - La Rumeur dans la montagne (1923)
  - Le Professeur Krantz (1932)
  - Le Rendez-vous (1909)
  - Le Lapidaire (1905)
  - La Grenouille (1926)
  - La Damnation de l'"Essen" (1926)
  - L'Affaire du miroir (1926)

### Teatru
- L'Amant de la Morte (1925)

## Traduceri în română
- Omul trucat (L'Homme Truqué)
  - CPSF 336-338, Editura Știință și Tehnică, 1968, traducător Ion Hobana
  - Editura Labirint, 1991 (colecție de povestiri), ISBN 973-607-004-2, traducător Ion Hobana
- Ceața din 26 octombrie (Le brouillard du 26 octobre), în antologia anticipației franceze Viitorul a început ieri realizată de Ion Hobana, Editura Tineretului, 1966 (povestire); republicată în Odiseea marțiană (Maeștrii anticipației clasice), Editura Minerva, 1975.

## Legături externe
- Lucrări de Maurice Renard la Proiectul Gutenberg
- Maurice Renard on data.bnf.fr
- - article by Arthur B. Evans, published in Science Fiction Studies
- - Renard's 1909 essay "On the Scientific-Marvelous Novel and its Influence on the Understanding of Progress"